# Trachylepis tavaratra
Trachylepis tavaratra es una especie de escincomorfos de la familia Scincidae.

## Distribución geográfica yhábitat
Es endémica de Madagascar. Su rango altitudinal oscila alrededor de 550 m s. n. m..